# 표도르 1세
표도르 1세 이바노비치(러시아어: Фёдор I Иванович, 1557년 5월 31일 ~ 1598년 1월 16/17일)는 러시아 차르국의 마지막 류리크 왕조 출신 차르이다.
표도르가 3살이었을 때 어머니를 여의고 아버지 이반 4세의 그림자 밑에서 성장하였다.
러시아 문헌에서 표도르는 가끔 "축복받은"(러시아어: Блаженный) 사람으로 불린다. 그는 또 1월 7일(OS) 축일과 함께 동방 정교회의 대성인전에도 나열되어 있다.

## 생애
표도르는 모스크바에서 이반 4세의 아들로 태어났다.
1580년, 표도르는 이반의 성직자 보리스 고두노프의 자매 이리나(Irina (Alexandra) Feodorovna Godunova, 1557년~1603년 10월 26일/1603년 11월 23일)와 결혼하였다. 결혼은 차르에 의해 주선되었지만 결혼식 전까지 두 사람은 서로를 잘 알지 못했다.
그는 모스크바에서 사망하여 크렘린 지역의 미카엘 대성당에 묻혔다.